# Maria Teresinha Gomes
Maria Teresinha Gomes, coneguda també com a General Tito'', va ser una dona portuguesa que va ser coneguda al seu país per haver simulat ser un home durant divuit anys, període durant el qual es va fer passar per general de l'exèrcit, advocat, agent de la CIA i funcionari de l'ambaixada estatunidenca, fins que va ser descoberta el 1992, jutjada, i condemnada per usurpació d'identitat i per estafa.

## Biografia
Maria Teresinha va néixer el 1933 a Funchal (Madeira) i va morir en una data incerta, el mes de juny de 2007 en un llogaret proper a la capital portuguesa. Als 16 anys, el 1949, va fugir de casa per instal·lar-se al continent, segons algunes fonts, per un desengany amorós. La seva família la va donar per morta.
Al carnaval de 1974 es va comprar un vestit de general de l'exèrcit al barri lisboeta del Rossio, a què va afegir unes insígnies de llautó, i va adoptar la identitat de Tito Aníbal da Paixão Gomes (el nom procedia d'un germà mort quan era un bebè, abans que ella nasqués). Aquella mateixa nit coneixeria Joaquina Costa, infermera, amb qui viuria, al parer simulant ser un matrimoni normal, durant quinze anys, si bé dormint en habitacions separades.
La manera de guanyar-se la vida era demanar préstecs per a després, segons afirmava, invertir-ho a l'estranger i tornar-lo amb interessos. Per això, utilitzava la seva falsa identitat i les seves maneres educades i cultes.
El 1993 va ser descoberta i jutjada per un tribunal de Lisboa, que la va condemnar a una pena de tres anys de presó per estafa i per usurpació d'identitat, pena que mai va arribar a complir. El judici, al qual l'acusada va acudir vestida d'home, va tenir una extensa repercussió mediàtica en la societat portuguesa dels anys 90. Durant el procés la seva companya Joaquina Costa, qui es va alegrar de la condemna, va declarar que no va saber de l'autèntic sexe de Teresinha fins al final dels seus quinze anys de convivència, i fins i tot els advocats del procés van seguir anomenant-la pel seu nom fictici, així com els testimonis, que es referien a ella com a "senyor general" i "home bo".
Després d'escoltar la condemna, Teresinha va afirmar: "La meva vida només acaba quan el cor deixi de bategar. Llavors el meu cos deixarà d'existir. Per això vull ser cremada i somiava amb poder portar la bandera de Portugal embolicada en els peus".
Després de l'escàndol mediàtic, Teresinha Gomes es va retirar a viure a Carambancha de Cima, un llogaret aïllada de nord del Tajo, on va passar els darrers quinze anys de vida amb Maria Augusta, la neboda de Joaquina Costa.

## Mort
L'1 de juliol de 2007 el cadàver de Teresinha Gomes va ser descobert en avançat estat de descomposició a la seva casa de Carambancha, les finestres de la qual havia segellat amb xapes de zinc per no ser vista. La policia portuguesa va descartar que la mort hagués estat violenta.